# Wayne Swan
Wayne Swan (ur. 30 czerwca 1954 w Nambour) – australijski polityk, członek Australijskiej Partii Pracy (ALP), w latach 2010-2013 zastępca federalnego lidera tej partii i zarazem wicepremier Australii, w latach 2007-2013  minister skarbu.

## Życiorys

### Młodość
Ukończył studia w zakresie administracji publicznej na University of Queensland, a następnie pracował naukowo na Queensland University of Technology. W 1978 został doradcą ówczesnego federalnego lidera opozycji, Billa Haydena. Później doradzał również dwóm ministrom z gabinetu Boba Hawke’a. W latach 1991–1993 był sekretarzem generalnym ALP w stanie Queensland.

### Kariera parlamentarna i rządowa
W 1993 po raz pierwszy został wybrany do Izby Reprezentantów jako przedstawiciel okręgu wyborczego Lilley, obejmującego część Brisbane. W 1996 nie zdołał uzyskać reelekcji i wrócił na stanowisko doradcy lidera opozycji. W 1998 odzyskał mandat parlamentarny w swoim dawnym okręgu. Zaraz potem wszedł w skład labourzystowskiego gabinetu cieni, w którym zasiadał przez dziewięć kolejnych lat. Po wygranej ALP w wyborach w 2007, Swan został członkiem gabinetu utworzonego przez swojego młodszego kolegę ze szkoły średniej w Nambour, Kevina Rudda. Po wewnątrzpartyjnym przewrocie w ALP, który doprowadził do obalenia premiera Rudda i zastąpienia go przez Julię Gillard, objął w jej gabinecie stanowisko wicepremiera, zachowując równocześnie dotychczasowe stanowisko ministerialne.
Gdy w czerwcu 2013 sytuacja się odwróciła i to Rudd obalił Gillard, Swan opuścił rząd. Pozostał jednak w parlamencie, we wrześniu 2013 uzyskał reelekcję na kolejną kadencję.
W 2018 roku ogłosił przejścia na emeryturę. Prawybory Australijskiej Partii Pracy w okręgu wyborczym Lilley wygrała Anika Wells, która uzyskała później mandat w wyborach parlamentarnych w 2019 roku.

### Życie prywatne
W roku 2002 zdiagnozowano u niego raka prostaty. Swan zdołał całkowicie pokonać chorobę i obecnie jest jedną z twarzy kampanii społecznych mających uświadamiać zagrożenie związane z tym nowotworem. Jest żonaty, ma troje dzieci.